# Can Massa
La Pabordia, Can Punet o Can Massa és un edifici a l'oest del barri de la Creu de Palau de Girona, a tocar de la C-65, que sembla datar de les darreries del segle xvi. Als inicis era un convent i durant la Guerra del Francès fou quarter d'un comandament militar.
Del 1700 al 1800 l'habità família Llavaneres. Al 1935 la comprà el Dr. Massa, qui hostejà la família Abet com a masovers fins al 1955. Al 1956 començà la seva restauració i la de l'entorn.
És un edifici de planta rectangular, de planta baixa i tres pisos amb coberta a quatre vents i fou restaurada i ampliada la tercera planta. Té una composició simètrica amb entrada per porta solar, finestra de llinda planera al damunt amb escut el·líptic i orles, amb Creu de Crist a dins. El cos central es clou amb conjunt de cinc finestres de llinda planera agrupada. El cos central està flanquejat en totes les plantes per finestres de llinda de pedra. La façana es clou amb ràfec volat de teules. Les façanes laterals segueixen composicions semblants.